# 陳春圃
陳 春圃（ちん しゅんほ）は中華民国の政治家。南京国民政府（汪兆銘政権）の要人。汪兆銘夫人・陳璧君の甥に当たる。

## 事跡

### 民国初期の活動
広州聖心書院を中退し、汪兆銘夫婦に随従する。1920年（民国9年）、汪が広東省教育会会長に就任した際には、陳春圃は同会図書館主任兼編輯主任となった。1924年（民国13年）1月、汪が中国国民党中央党部宣伝部部長となると、陳春圃は宣伝部秘書をつとめている。
1926年（民国15年）初頭に、ソ連に留学し、モスクワ中山大学で学んだ。翌年5月に帰国すると、汪兆銘の武漢国民政府に参加し、国民党組織部秘書となった。上海・武漢の両国民政府が合流すると、広州特別市党部常務委員となる。1928年（民国17年）10月、陳春圃はフランスを経由してニューヨークに向かう。汪の指示により『民気日報』という新聞社を創刊し、総編輯となった。
1931年（民国20年）に、満州事変（九・一八事変）が勃発すると帰国する。翌年5月に国民政府僑務委員会常務委員となった。1934年（民国23年）には、僑民教育処処長も兼任した。1938年（民国27年）12月、ハノイから香港へと移動し、汪兆銘の脱出工作等に従事した。翌年、汪が上海入りすると、陳春圃は機密文書の管理を担当する。9月、汪派国民党の中央常務委員会副秘書長に任ぜられた。

### 汪兆銘政権での活動
1940年（民国29年）3月、正式に南京国民政府が成立すると、中央政治委員会副秘書長、行政院秘書長、国民党海外党務委員会主任委員、中央儲備銀行監事に任ぜられた。翌年には、清郷委員会委員、社会行動指導委員会委員を、1942年（民国31年）には、時局策進委員会秘書長、新国民運動促進委員会常務委員をつとめた。1943年（民国32年）に国防会議副秘書となる。同年2月、敵産管理委員会委員、全国経済委員会委員をつとめた。
同年9月、陳春圃は建設部部長、中央党部組織部部長に抜擢されたが、この人事には、陳璧君の後押しがあったとされる。翌年2月、教育部部長、さらに中央党務工作人員訓練団教育長も兼任した。4月、広東省省長兼広州綏靖主任となる。12月には広東省保安司令も兼ねた。1945年（民国34年）1月に軍事委員会委員、2月に国民政府委員となる。同年4月、広東省省長から罷免された。
日本敗北後の9月、陳春圃は上海の軍統支部に自首し、上海市高等法院で審問を受けることになった。1946年（民国35年）10月、漢奸の罪で無期懲役の判決を受けている。
中華人民共和国建国後も、陳春圃は収監され続ける。1966年3月19日、上海市の監獄で病没した。享年67。

## 注
1. ↑  劉傑『漢奸裁判』、135頁。
2. ↑  劉寿林ほか編『民国職官年表』、1097頁では、李聖五が南京国民政府崩壊まで教育部長を務めたことになっているが、ここでは徐友春主編『民国人物大辞典 増訂版』に従う。